# Kleinlützel
Kleinlützel (fr. Petit-Lucelle) – miejscowość i gmina w Szwajcarii, w kantonie Solura, w jednostce administracyjnej (Amtei) Dorneck-Thierstein, w okręgu Thierstein. Leży nad rzeką Lützel, przy granicy z Francją. Jest eksklawą kantonu Bazylea-Okręg. 

## Demografia
W Kleinlützel mieszka 1 215 osób. W 2021 roku 10,3% populacji gminy stanowiły osoby urodzone poza Szwajcarią. 

## Transport
Przez teren gminy przebiega droga główna nr 267.